# Bad and Boujee
Bad and Boujee è un singolo del gruppo musicale statunitense Migos, che vede la collaborazione del rapper Lil Uzi Vert. Prodotto da Metro Boomin, G Koop e Street Scheme, è stato pubblicato il 28 ottobre 2016 ed è il primo singolo estratto dall'album Culture (2017).

## Composizione
La canzone è composta in chiave di Mi minore a tempo di 127 beat al minuto.

## Descrizione
Il brano è un brano puramente trap prodotto da Metro Boomin. Si tratta del primo grande successo del gruppo, raggiungendo la vetta della classifica americana, e successivamente entrando in svariate classifiche europee.

## Video musicale
Il video musicale diretto da Daps è stato pubblicato sul canale YouTube dei Migos il 31 ottobre 2016. Nel video sono presenti i cameo dei rapper Travis Scott e OG Maco.
In un'intervista a Kiss FM Kenya, il regista Daps ha rivelato l'ispirazione alla base del concetto del video musicale divenuto virale: "Il concetto è nato dal titolo in realtà. "Bad" è una bella parola, quindi avevamo bisogno di belle donne [...]"
A dicembre 2020 il video musicale conta oltre 1 miliardo di visualizzazioni su YouTube.

## Tracce
Testi e musiche di Kirshnik Ball, Leland Wayne, Symere Woods, Kiari Cephus, Quavious Marshall, Robert Mandell.
1. Bad and Boujee (versione singolo) – 5:34
2. Bad and Boujee (versione album) – 5:43
3. Bad and Boujee (radio edit) – 3:27

## Accoglienza
La rivista Complex ha collocato il singolo al numero 24 della sua lista dei 50 migliori brani del 2016. Pigeons & Planes lo ha classificato al numero 43 nella propria lista dei migliori brani del 2016, affermando che "il protagonista della traccia è Offset". The Fader ha invece classificato la canzone al numero 25 nella lista delle 115 migliori canzoni del 2016, mentre Fact ha nominato il singolo come uno dei 20 migliori brani rap e r&b del 2016. Vulture ha infine paragonato positivamente Bad and Boujee alla canzone di James Brown, Super Bad.

## Classifiche

### Classifiche settimanali
| Classifica (2016)         | Posizione massima |
| ------------------------- | ----------------- |
| Australia                 | 34                |
| Belgio (Fiandre)          | 50                |
| Belgio (Vallonia)         | 25                |
| Canada                    | 5                 |
| Repubblica Ceca           | 69                |
| Danimarca                 | 39                |
| Francia                   | 91                |
| Germania                  | 65                |
| Irlanda                   | 40                |
| Norvegia                  | 29                |
| Nuova Zelanda             | 17                |
| Paesi Bassi               | 41                |
| Portogallo                | 34                |
| Regno Unito               | 30                |
| Stati Uniti               | 1                 |
| Stati Uniti (R&B/Hip-hop) | 1                 |

### Classifiche di fine anno
| Classifica (2017)         | Posizione |
| ------------------------- | --------- |
| Canada                    | 42        |
| Francia                   | 171       |
| Stati Uniti               | 6         |
| Stati Uniti (R&B/Hip-hop) | 4         |
| Stati Uniti (Rhythmic)    | 14        |

### Classifiche di fine decennio
| Classifica (2010-19)      | Posizione |
| ------------------------- | --------- |
| Stati Uniti (R&B/Hip-hop) | 46        |